# Von Kaven-Preis
Der von Kaven-Preis zeichnet als Ehrenpreis in der Europäischen Union arbeitende Mathematiker für hervorragende wissenschaftliche Leistungen aus.

## Preis
Im Dezember 2004 wurde die „von Kaven-Stiftung“ als eine nicht rechtsfähige und von der Deutschen Forschungsgemeinschaft (DFG) verwaltete Stiftung durch ihren Stifter Herbert von Kaven sowie den Vorstand der DFG ins Leben gerufen. Der Stiftungszweck wird durch die Vergabe eines von Kaven-Preises für Mathematik verwirklicht. Der Preis ist aktuell mit 10.000 Euro dotiert.
Die Auswahlentscheidung für den von Kaven-Preis trifft gemäß Stiftungssatzung das Fachkollegium Mathematik der DFG. Eine Bewerbung für den von Kaven-Preis aus eigener Initiative ist nicht möglich. Der von Kaven-Preis wird in der Regel der besten Bewerberin oder dem besten Bewerber aus der Mathematik im Heisenberg-Programm der DFG aus dem jeweils vergangenen Jahr als besondere Auszeichnung zuerkannt. Seit dem Jahr 2017 werden bei der Auswahl ebenfalls im Emmy Noether-Programm Geförderte aus der Mathematik berücksichtigt.

## Stifter

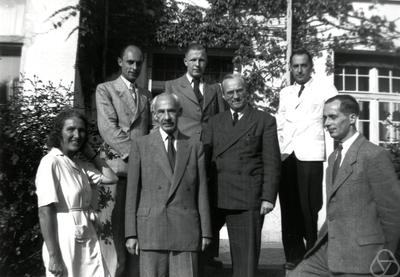
Kaven (2.v.r.) im Herbst 1949 in Oberwolfach

Herbert von Kaven (* 8. Februar 1908 in Berlin-Steglitz; † 25. Juli 2009 in Detmold) war ein deutscher Mathematiker. Sein Interesse galt den Grundlegungen dieser Wissenschaft sowie konstruktiven und instrumentalen Methoden. Sein Großvater war August von Kaven. Von Kaven machte 1926 sein Abitur am humanistischen Gymnasium Leopoldinum, es folgte von 1926 bis 1931 ein Studium der Mathematik, Physik und Geographie zunächst in Leipzig, später in Wien, Aachen, Bern und in seiner Geburtsstadt Berlin. Von 1932 an war er als Pädagoge tätig. Nach dem Krieg lehrte er in Nebentätigkeit am Tonmeister-Institut der Hochschule für Musik Detmold. Herbert von Kaven war Ratsherr der Stadt Detmold und lehrte von 1966 bis 1970 an der Westfälischen Wilhelms-Universität in Münster und war Mitglied des wissenschaftlichen Prüfungsamtes. Nach seiner Pensionierung im Jahre 1971 setzte er seine wissenschaftliche Tätigkeit in der Grundlagenforschung der Mathematik fort.

## Preisträger
- 2005: Otmar Venjakob
- 2006: Hô Hai Phùng
- 2007: Gitta Kutyniok
- 2008: Arthur Bartels und Ulrich Görtz
- 2009: Alexander Lytchak
- 2010: keine Vergabe
- 2011: Christian Sevenheck
- 2012: Eva Viehmann
- 2013: Oliver Rinne
- 2014: Pavel Gurevich
- 2015: Tobias Oertel-Jäger
- 2016: keine Vergabe
- 2017: Manuel Amann
- 2018: keine Vergabe
- 2019: Nicolas Perkowski
- 2020: Alexandra Carpentier
- 2021: Moritz Weber
- 2022: Gandalf Lechner
- 2023: Lisa Sauermann
- 2024: Thomas Nikolaus